# Christes
Christes est une ville allemande de l'arrondissement de Schmalkalden-Meiningen, Land de Thuringe.

## Géographie
Christes se situe au sud-est de la forêt de Thuringe.
|         | Schmalkalden |          |
| Metzels | Christes     | Viernau  |
|         | Kühndorf     | Schwarza |

## Histoire
En 883, on parle de "Christaneshusun" dans un acte du comte Christian à Louis II de Germanie. Christian est le père du fondateur de l'abbaye de Rohr. 
En 1425, on mentionne un puits miraculeux qui assure la prospérité du village jusqu'à la première moitié du XVIe siècle.
En 1686, on ouvre une mine de cuivre et d'argent ainsi qu'une fonderie. L'activité s'arrête en 1695 après un accident.
De 1657 à 1681, Christes est la scène d'une chasse aux sorcières : deux femmes et un homme font l'objet d'un procès, une femme est exécutée, l'autre meurt en prison.

## Source de la traduction
- (de) Cet article est partiellement ou en totalité issu de l’article de Wikipédia en allemand intitulé « Christes » (voir la liste des auteurs).